# Diritto informatico
Con diritto informatico si indica l'insieme di leggi e norme che regolano i rapporti tra fornitori di apparecchiature e servizi informatici ed utenti finali. 
Alcune di queste leggi sono applicazioni di principi giuridici generali. Ad esempio le garanzie sulle apparecchiature che sono assimilati ad un qualsiasi elettrodomestico.
Altre, invece, sono specifiche e spesso inseguono più che governano l'evoluzione tecnologica e periodicamente assurgono agli onori della cronaca. È il caso della fiscalità per il commercio elettronico, del diritto d'autore soprattutto legato al commercio/scambio di opere musicali e cinematografiche, della brevettabilità del software, delle questioni sollevate dall'Open Source, dalla sicurezza informatica, dalla libertà di espressione, dal trattamento dei dati personali o dal diritto alla privacy, solo per citare i più noti.
Alcuni dei principali aspetti legati all'informatica sono elencati di seguito. I dettagli relativi alle soluzioni legislative adottate poi variano da Paese a Paese.

## Aree soggette a regolamentazione
Vi sono molte aree dell'attività informatica che sono soggette a regolamentazione o influenzate da leggi vigenti. Innanzitutto vi è la cosiddetta "proprietà intellettuale" in genere, specie per quanto riguarda i supporti (soprattutto CD e DVD) ed i contenuti digitali (musica, film, videogiochi ed i programmi in generale...): in particolare il copyright, il fair use e regolamenti specifici per la limitazione delle duplicazioni (copy prevention). Molto sentito è anche il problema della pirateria legato ad Internet, con la diffusione dei contenuti attraverso i sistemi distribuiti peer to peer. La brevettabilità del software è un argomento controverso ed in costante evoluzione in Europa ed altrove.
Gli argomenti collegati a licenze software, accettazione di licenze software, software libero e open source possono implicare discussioni sul diritto del prodotto, responsabilità professionale del singolo sviluppatore, garanzie, contratti, segreti professionali e proprietà intellettuale. Ad esempio, ancora all'inizio del 2004, nessun tribunale si è espresso sulla validità delle licenze open-source.
In molti Stati, le industrie informatica e della comunicazione sono regolate - spesso in modo restrittivo - dai rispettivi governi. Esistono leggi che stabiliscono principi a cui i computer e le reti devono sottostare: in particolare ci sono regole su cracking, privacy e spamming (invio di posta indesiderata). Ci sono anche limiti all'uso di crittologia e di programmi che possono essere usati per violare sistemi di protezione da copia. Anche l'esportazione di hardware e software tra certi Stati è sottoposta a controllo. Ci sono leggi che governano il commercio elettronico (ovvero la compravendita di beni e servizi attraverso Internet), la tassazione, la protezione del consumatore e la pubblicità.
Esistono leggi sulla censura contro la libertà di espressione, regole sull'accesso pubblico a informazioni governative, e accesso individuale a informazioni tenute da soggetti privati. Ci sono leggi su quali dati devono essere mantenuti per obbligo di legge, e quali non possono essere raccolti o memorizzati, per motivi privati.
In certe circostanze e giurisdizioni, le comunicazioni tra computer possono essere usate come prove, e per stabilire contratti. Nuovi metodi di controllo e sorveglianza hanno reso possibile attraverso i computer avere differenti legislazioni su come possono essere usati come prove processuali o dalla polizia.
Una serie di problemi legali e dibattiti è poi generata dall'introduzione di apparecchiature per il voto elettronico (potenzialmente utilizzabile attraverso reti di comunicazione di massa come Internet o le reti cellulari).
Alcuni Stati, infine, limitano l'accesso a Internet, sia mediante leggi apposite che mediante metodi tecnici.

## Giurisdizione
Con la diffusione planetaria di Internet, la giurisdizione è un problema molto sentito e di difficile soluzione, in parte per l'effettivo problema della delocalizzazione geografica, e poi anche perché i giudici dei diversi paesi hanno preso posizioni diverse su quanto pubblicato in Internet o sugli accordi commerciali stipulati per prodotti e servizi venduti via Internet (commercio elettronico).
Sul tema del foro competente dottrina e giurisprudenza hanno offerta una variegata gamma di scelte. Ai fini della presente analisi si ritiene opportuno citare la sola tesi che è stata ritenuta preferibile nel nostro ordinamento dalla Corte di Cassazione a sezioni unite con l'ordinanza n. 6591 dell'8 giugno 2002. Secondo tale corrente la competenza spetterebbe al giudice del foro in cui il danneggiato ha la propria sede, la propria residenza o il proprio domicilio. In tal modo: 
1) la causa viene incardinata dove l'illecito è giunto a compimento causando concretamente un danno; 
2) si impedisce ad entrambe le parti in causa di compiere attività di forum shopping e si precostituisce il giudice naturale territorialmente competente;
3) si evita che il danneggiato debba sopportare spese legate alla necessità di individuare il luogo di gestione del sito nonché il rischio di non riuscire in tale individuazione. 
La soluzione proposta è perseguibile attraverso un'interpretazione dell'art. 20, cod. proc. civ., che, in caso di illecito commesso in Rete, faccia leva sulla realizzazione effettiva del danno. Basta, in altre parole, considerare locus commissi delicti quello dove il fatto illecito genera realmente il danno economico; luogo che, nel caso in cui l'offesa colpisca un imprenditore, coincide con quello in cui è ubicata la sede dell'impresa e, nel caso in cui colpisca una persona fisica, risulta quello della sua residenza o del suo domicilio, in quanto è lì che questa concretamente può essere pregiudicata da una condotta illecita altrui. 
Una simile scelta ermeneutica che, d'altronde, rispetta l'opzione accolta dal legislatore in materia di contratti dei consumatori stipulati a distanza e dunque anche in Rete, fa giustizia della singolarità e della peculiarità di internet come strumento adatto a compiere attività dannose. Inoltre, in un'ottica di law and economics, si rivela funzionale a riequilibrare il rapporto tra gestore del sito e terzi, altrimenti tutto sbilanciato a favore del primo, il quale gode di una vantaggio, se non sempre tecnologico, quantomeno logistico. (citazioni)
Fra le altre maggiori problematiche aperte ci sono quelle sollevate dall'applicazione delle leggi sui contratti, tassazione sulle vendite e garanzie commerciali, le regolamentazioni per perseguire le intrusioni nei sistemi informatici, privacy, spamming e la scrittura e diffusione dei virus informatici. Da non dimenticare, inoltre, anche aree più propriamente politiche come la libertà di espressione, censura, l'uso criminale della rete (es. pedofilia), incitamento a delinquere, e così via.
Alle volte, si ventila l'idea di un "cyberspazio" senza leggi. È però l'opinione dei più che tale stato di cose non è desiderabile; occorrerebbe, invece, un'armonizzazione delle diverse legislazioni per garantire la certezza del diritto ed evitare disparità di trattamenti.
Non si deve dimenticare, inoltre, che l'articolo 19 della Dichiarazione Universale dei Diritti dell'Uomo si richiama alla protezione della libertà di espressione in tutti i mezzi di comunicazione.

## Governo/controllo/limitazioni di Internet
Per quanto riguarda la giurisdizione su Internet, la questione del governo di internet è un argomento estremamente dibattuto nei congressi internazionali come l'International Telecommunication Union (ITU). Il ruolo di istituzioni tecniche di controllo della rete, come ad esempio l'Internet Corporation for Assigned Names and Numbers (ICANN) ed il suo controllo essenzialmente statunitense, è messo sempre più spesso in discussione.
La legge che regola Internet deve essere considerata nel contesto della sua portata geografica e dei confini politici che si attraversano nel processo di invio di dati in tutto il mondo. La struttura globale unica di Internet solleva molte questioni giurisdizionali e talvolta anche questioni legate alla legittimità stessa di alcune leggi.
David R. Johnson e David G. Post, autori del saggio "Law and Borders - The Rise of Law in Cyberspace" (Diritto e Confini - La Nascita della Legge del Cyberspazio) sostengono l'Internet come ente al di sopra delle leggi di ogni singolo paese, ma con una giurisdizione propria in cui i "Cittadini di Internet" ("Internet Citizens") vengono riconosciuti in base al proprio nome utente o e-mail. Nel corso del tempo però, le spinte verso un Internet che può essere auto-regolato come nazione a sé stante, vengono screditate da una moltitudine di autorità di regolamentazione, forze esterne ed interne, sia governative e private, a molti livelli diversi. La natura del diritto di Internet rimane molto in via di sviluppo.
| «The war against illegal file-sharing is like the church's age-old war against masturbation. It's a war you just can't win » «La guerra contro la condivisione illegale di file è come la vecchia guerra della chiesa contro la masturbazione. È una guerra che semplicemente non puoi vincere» |
| (Professor Lawrence Lessig) |

Secondo Lawrence Lessig ci sono 4 forze primarie che regolamentano Internet, secondo la teoria che lui chiama "Pathetic dot Theory" nel suo libro "Code and Other Laws of Cyberspace" (Codice e altre leggi del Cyberspazio):
- Legge: che Lessig chiama "East Coast standard code", facendo riferimento chiaramente alle leggi emanate dalla Casa Bianca. Sulla legislazione digitale gli Stati Uniti sono il paese con le normative più avanzate. I numerosi statuti degli Stati Uniti, codici, regolamenti in continua evoluzione, rendono molte azioni su Internet soggette alle leggi convenzionali. Aree come il gioco d'azzardo, la pornografia infantile, e le frodi sono regolate in modo molto simile on-line come off-line. Uno dei settori più controversi è la compravendita e le transazioni in generale, specialmente oltre confine. Talvolta è evidente che operazioni illegali off-line non sono regolamentate su internet.
- Architettura: che Lessig chiama "Codice West Coast", dal codice di programmazione della Silicon Valley. Questi meccanismi riguardano i parametri di come le informazioni possono e non possono essere trasmessi attraverso Internet. Tutto su internet, dal software di filtraggio (URL o parole chiave che vengono bloccate prima di poter essere visualizzate sul dispositivo), a programmi di crittografia, all'architettura di base di protocolli TCP / IP, rientra in questa categoria di regolazione sostanzialmente privata. Si può sostenere che tutte le altre modalità di regolamentazione di internet si basano su, o sono significativamente influenzati da, il "West Coast Code".
- Norme: Come in tutte le altre modalità di interazione sociale, il comportamento è regolato da norme e convenzioni sociali. Mentre alcune attività o tipi di condotta on-line non possono essere espressamente vietate dal codice dell'architettura di Internet, o espressamente vietato dalla legge governativa tradizionale, tuttavia queste attività o comportamenti sono regolati dalle norme della comunità in cui si svolge l'attività, in questo caso gli utenti di Internet. Proprio come certi modelli di comportamento porterebbero un individuo a essere allontanato dalla nostra società nel mondo reale, così anche alcune azioni saranno censurati o auto-regolate dalle norme di qualsiasi comunità a cui si sceglie di accedere su Internet.
- Mercato: strettamente alleata con la regolazione da norme sociali, i mercati regolano anche alcuni modelli di comportamento su Internet. Mentre i mercati economici avranno un'influenza limitata sulla parte non commerciale del Web, Internet crea anche un mercato virtuale per le informazioni, e tali informazioni possono influire enormemente sul mercato. Inoltre l'aumento della popolarità di Internet come mezzo di transazioni e come vetrina per la pubblicità, ha portato le leggi della domanda e dell'offerta al cyberspazio. Le forze della domanda e dell'offerta influenzano anche la connettività a Internet, il costo della larghezza di banda, e la disponibilità di software per facilitare la creazione, la pubblicazione e l'utilizzo dei contenuti internet.

## Citazioni
- "Nel Cyberspazio, una riforma della Costituzione di uno Stato è un'ordinanza locale."
-- John Perry Barlow, citato da Mitchell Kapor nella prefazione di The Big Dummy's Guide to the Internet
- "I confini nazionali non sono che dossi sull'autostrada informatica."
-- Tim May, Signature, 1996